# 聖チェチリア (レーニ)
『聖チェチリア』(せいチェチリア、伊: Santa Cecilia、英: Saint Cecilia）は、17世紀イタリア・バロック期の画家グイド・レーニが1606年にキャンバス上に油彩で制作した絵画である。音楽家や歌手、詩人の守護聖女である聖チェチリアを主題としている。ローマでパオロ・エミリオ・スフォンドラーティ (Paolo Emilio Sfondrati) 枢機卿により委嘱された。その後、様々な所有者を経て、1970年以来、カリフォルニア州パサデナにあるノートン・サイモン美術館に所蔵されている。

## 作品
本作に描かれる聖チェチリアは音楽の守護聖女であり、ローマには彼女の名を冠した音楽院がある。3世紀の古代ローマ時代に生きた聖チェチリアは、神に身を捧げる若い女性であった。彼女は、異教徒のワレリアン (Valerian) と結婚した日に結婚の音楽に合わせ、心の中で神に歌ったという。そして彼を真の信仰へと改宗させ、貞節な結婚へと導いた。ヤコブス・デ・ウォラギネの『黄金伝説』によると、彼女は西暦200年にわずか23歳で夫とともに殉教した。後世、彼女には音楽に身を捧げたというイメージが加わり、絵画では中世に流行したオルガンとともに描かれることが多い。
17世紀の絵画は、チェチリアを音楽家として描くことで彼女の個人的な演奏を表す。レーニのこの絵画で、チェチリアは肩ないし胸にヴァイオリンを当てるのではなく、通常ではない方法でテーブルに立てかけている。とはいえ、指の注意深い配置はヴァイオリンの知識を持っていることを示唆する。チェチリアの上に向けられた眼差しは彼女の音楽を天の方に導く。ローマにあるチェチリアに捧げられた教会で、信者たちは本作を瞑想のために用い、おそらく教会内を満たす音楽と混ざり合った彼女の敬虔な歌を想ったのであろう。